# 金武老女暴行殺害事件
金武老女暴行殺害事件（きんろうじょぼうこうさつがいじけん）は、1961年11月7日にアメリカ占領下の沖縄の金武村（現金武町）で発生した強姦殺人事件。
1961年11月8日午前8時30分、金武村の某集落で老女（92歳）が死亡しているのを近所の人が発見した。
被害者の老女は、ハワイに住んでいる娘の送金と軍用地代で悠々自適の生活を送っていたので、当初は金目当ての強盗殺人と見られ、盗まれた金がないか調べていた。
ところが司法解剖の結果、レイプの痕跡があることが判明し、強姦殺人事件という意外な展開を迎えた。遺留品として眼帯が残されていた。
翌日、同村の男（33歳）が犯人として逮捕された。犯人は5年前から事故で左眼球を失い眼帯を付けていたことから容疑者として浮上した。犯人は前日友人宅で酒を飲み、被害者宅に夜這いをかけて事に及んだという。被害者が蓄えていた金は盗まなかったと供述した。